# Gregorio Carafa
Fra' Gregorio Carafa – 62. Wielki Mistrz Zakonu Rycerzy Szpitalników Świętego Jana Jerozolimskiego w latach 1680–1690.

## Wczesne lata
Carafa urodził się 17 marca 1615 roku w Castelvetere (dzisiejsza Caulonia) w Kalabrii we Włoszech. Jego rodzicami byli Girolamo Carafa, książę Roccella oraz Diana Vittori, siostrzenica papieża Pawła V. Jego bratem był kardynał Carlo Carafa della Spina.
Gregorio został wpisany do Zakonu w wieku 3 miesięcy, w czerwcu 1615 roku. Studiował w Neapolu, różni dygnitarze i rycerze Zakonu finansowali jego edukację. W roku 1635 wyjechał wraz ze swoim wujem, Francesco Carafą, Przeorem Generalnym Roccella, do Katalonii. Wkrótce awansował na Rycerza Wielkiego Krzyża Zakonu, a po śmierci swego wuja został Przeorem Generalnym Roccella.
W roku 1647 zaangażowany był w rewoltę Masaniello, podczas której próbował przywrócić spokój i porządek w Neapolu. Po poskromieniu rebeliantów, wysłany został do Kalabrii, aby i tam stłumić powstanie. Te dokonania legły u podstaw jego awansu na dowódcę floty Zakonu.
W 1656 roku dowodził siedmioma galerami Zakonu w bitwie w Cieśninie Dardanelskiej. Po bitwie, w której zwyciężyła połączona flota wenecko-maltańska, Zakon otrzymał w nagrodę 11 zdobytych tureckich okrętów. Bitwa ta była dla Turków największą morską porażką od czasów bitwy pod Lepanto.
Po zwycięskiej bitwie został powitany na Malcie jak bohater. Później zajął się, z sukcesem, odzyskaniem terenów podmokłych w Bormla oraz wzmocnieniem floty Zakonu.

## Rządy

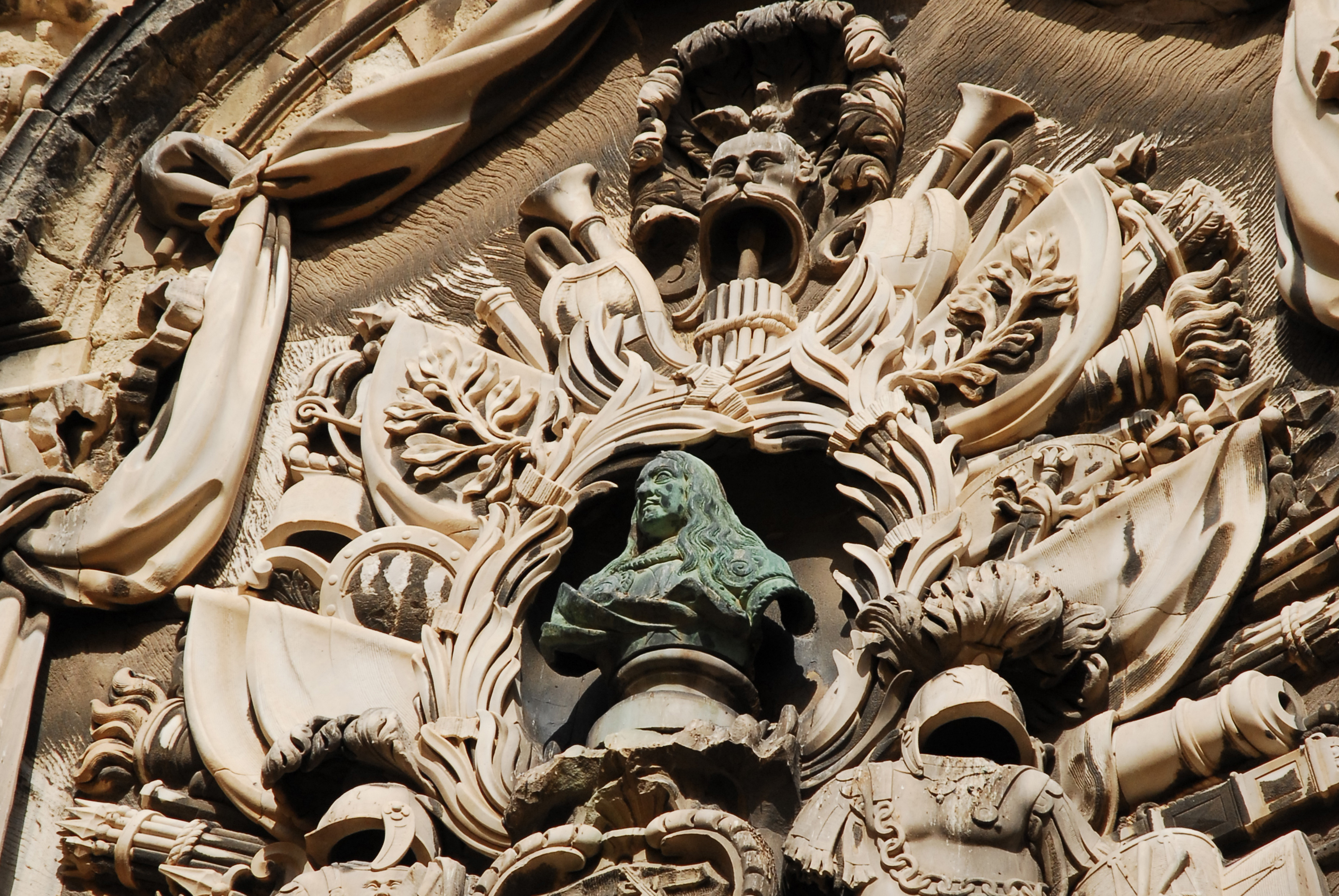
Brązowe popiersie Carafy nad wejściem do Zajazdu Włoskiego

W dniu 2 maja 1680 roku, po śmierci Nicolasa Cotonera, Gregorio Carafa został wybrany Wielkim Mistrzem Zakonu. Jeszcze w tym samym roku pokrył koszty odrestaurowania Zajazdu Włoskiego. Jego fasada została przebudowana w stylu barokowym, a brązowe popiersie Carafy umieszczone zostało w widocznym miejscu ponad frontowym wejściem do budynku. Obok popiersia wyrzeźbiony został też osobisty herb Carafy.

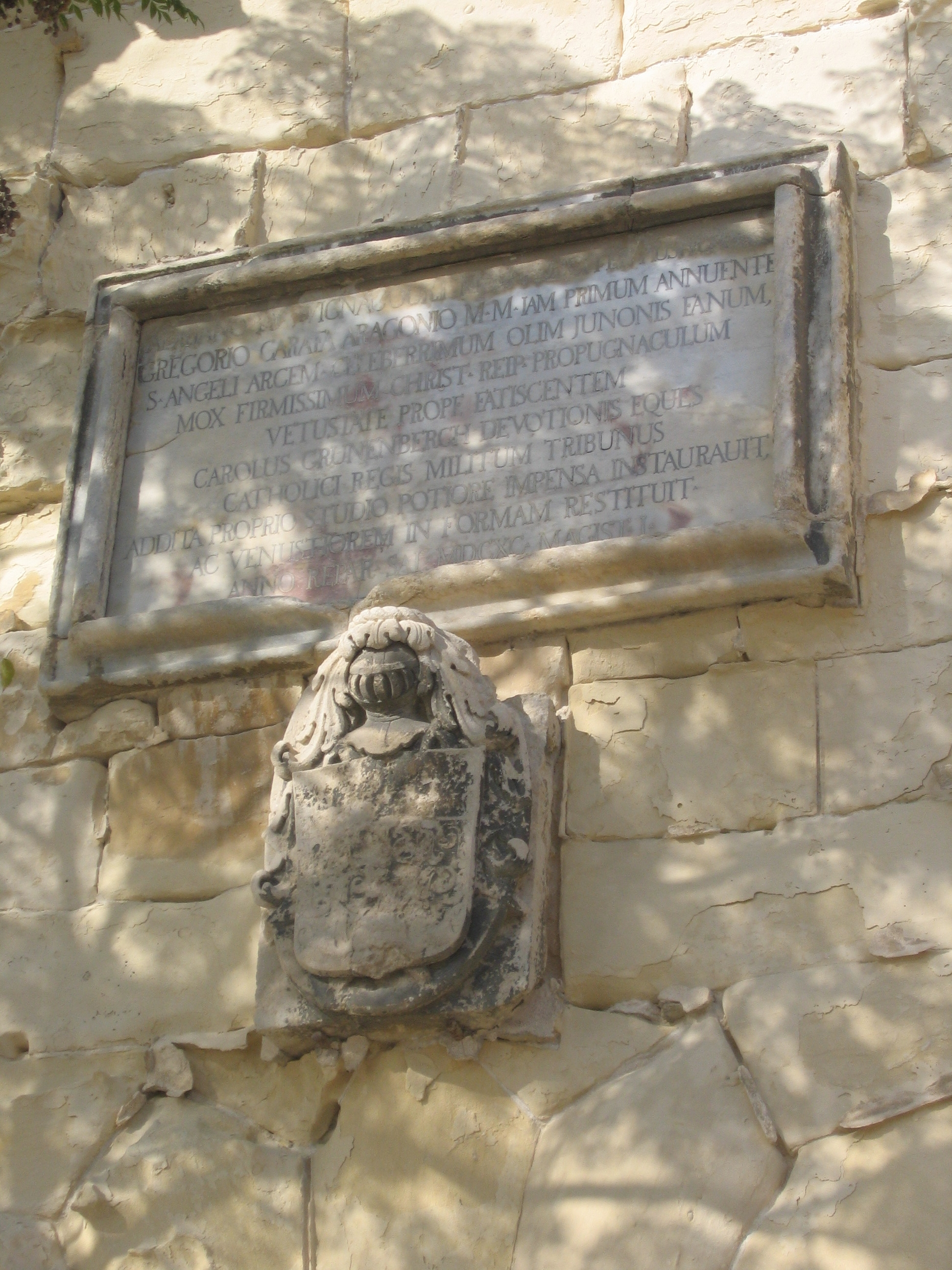
Płyta na Forcie Saint Angelo, zawierająca odniesienie do Carafy

Od roku 1681 Carafa, kontynuując prace swojego poprzednika, poświęcił się ukończeniu budowy fortyfikacji Floriany i Cottonera Lines. Kontynuował umacnianie i przebudowę Fortu Saint Angelo, dodając cztery baterie u jego podnóża. Prace te nadzorował naczelny inżynier króla Hiszpanii, pułkownik Don Carlos de Grunenbergh. Upamiętnia to płyta z nazwiskiem Carafy, umieszczona ponad głównym wejściem do fortu, z tarczą herbową architekta poniżej.
Podczas rządów Gregorio Carafy flota Zakonu była u szczytu swej potęgi, z galerami dowodzonymi przez Rycerzy Zakonu, oraz doświadczonymi załogami. W tym czasie miało miejsce kilka udanych wypraw wojennych przeciw Imperium Osmańskiemu. W roku 1683 cesarz Leopold skierował bardzo pochlebny list do Wielkiego Mistrza, dziękując mu za starania, mające na celu ochronę chrześcijaństwa. W roku 1687 osiem galer Zakonu, pod dowództwem hrabiego Herbersteina, Wielkiego Przeora Węgier, znacząco przyczyniło się do ostatecznego usunięcia Turków z Adriatyku. W tym samym roku Carafa, obawiając się tureckiego odwetu, wzmocnił Fort Saint Elmo, dobudowując na brzegu dokoła fortecy ciąg fortyfikacji, znany jako Carafa Enceinte.

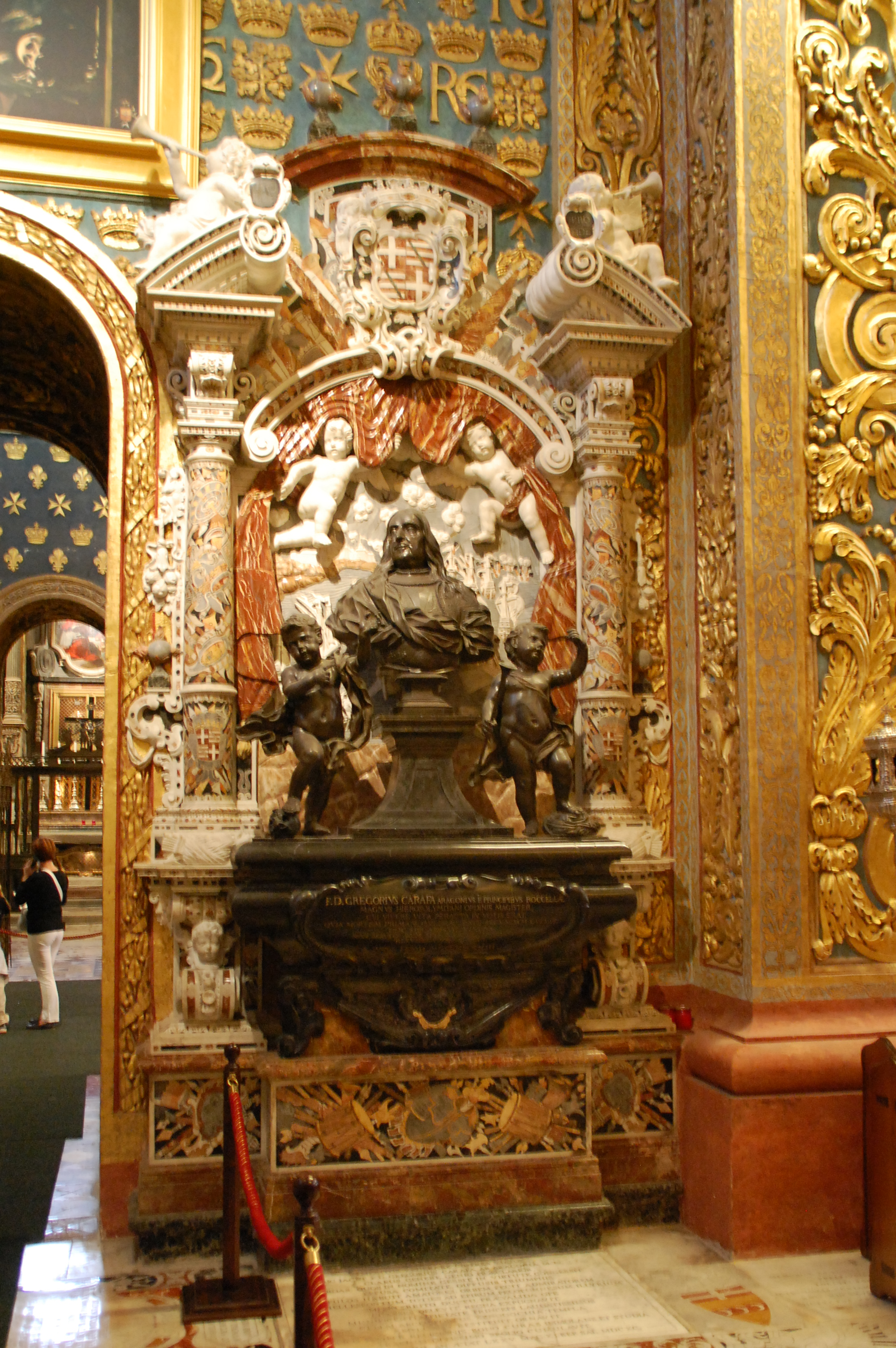
Grobowiec Carafy w katedrze św. Jana w Valletcie

## Śmierć
Nieudana próba oblężenia Negropontu przez siły sprzymierzone, podczas którego Zakon stracił wielu wspaniałych Rycerzy i odważnych żołnierzy, była przyczyną śmierci Wielkiego Mistrza. Został on zaatakowany przez ostrą i złośliwą gorączkę, w następstwie której zmarł 21 lipca 1690 roku. Pochowany został w kaplicy Języka Włoskiego w katedrze św. Jana w Valletcie.